# Gendorf (Burgkirchen an der Alz)
Gendorf ist ein Gemeindeteil der Gemeinde Burgkirchen an der Alz im Landkreis Altötting. Das Dorf liegt am nördlichen Ufer der Alz und ist Standort des Chemieparks Gendorf, der aus einem Werk der I.G. Farben-Tochtergesellschaft Anorgana entstand und von 1955 bis 1998 zur Firma Hoechst gehörte. Das Fabrikgelände ist Teil des Bayerischen Chemie-Dreiecks. Der Zweckverband Abfallverwertung Südostbayern betreibt dort seit 1994 ein Müllheizkraftwerk mit einer Kapazität von 200 000 Tonnen jährlich. Bis 1955 gehörte die Ortsflur Gendorf zur Gemeinde Emmerting.

## Geschichte
Das Gebiet war nach archäologischen Funden schon in der Hallstattzeit dauerhaft besiedelt. So kam bei Grabungen eine metallene Riemenkreuzung mit Ösenkranz und Zierelementen zum Vorschein, wie sie für den östlichen Alpenraum typisch ist.
Der Name Gendorf leitet sich möglicherweise von der lateinischen Bezeichnung Chomindorf her, die 788 urkundlich erwähnt ist. Es soll sich um eine Ansiedlung von drei bis fünf Häusern im Eigentum einer (adeligen) Comela oder Come (daher der Name) gehandelt haben. 1160 ist der Weiler als Gemmin(g)dorf beurkundet, 1234 als Gemdorf. Im Traditionsbuch des Zisterzienser-Klosters Raitenhaslach erscheint zwei Mal ein Chunradus de Gemmendorf bzw. Gebendorf. 1340 sind im Begräbnisbuch von Raitenhaslach ein Konrad de Gemmendorf mit seiner Ehefrau Agnes vermerkt. Auch die Bezeichnung Kemdorf ist aus dem Spätmittelalter überliefert, 1560 ein Jhendorf. Bis weit ins 20. Jahrhundert hinein war Gendorf eine unbedeutende landwirtschaftliche Liegenschaft im Einflussbereich des Klosters Raitenhaslach, später der Stadt Burghausen.
Ab August 1938 wurde auf Anregung der Wehrmacht im damals abgelegenen und deshalb gut zu tarnenden Gendorf ein Betrieb zur Erzeugung von chemischen Kampfstoffen errichtet. Im Zuge der Bauarbeiten strömten viele hundert in- und ausländische Arbeitskräfte in den kleinen Ort, darunter Kriegsgefangene und Zwangsarbeiter aus Osteuropa, Frankreich und Italien. Außerdem wurde ein Außenlager des KZ Dachau und eine Entbindungsanstalt für Ostarbeiterinnen errichtet, in der rund 150 Neugeborene an Unterernährung, unzureichender Hygiene und Kälte starben. Die meisten Arbeiter lebten bis zum Kriegsende und in den ersten Nachkriegsjahren in provisorischen Unterkünften (Lagerbaracken). Die chemischen Anlagen wurden nach 1945 von den amerikanischen Besatzungsbehörden teilweise demontiert, ein Großteil jedoch weiter betrieben. Gendorf war das Ziel zahlreicher Flüchtlinge und Evakuierter. Auch Kriegsverbrecher wie der Chemiker und I.G.-Farben-Manager Otto Ambros hatten sich in den letzten Tagen der NS-Herrschaft hierher zurückgezogen. Nach einer Übergangszeit unter der Regie des Freistaats Bayern übernahm 1955 die Firma Hoechst das Gelände. Nach dem Rückzug des Konzerns richteten sich ab 1998 im Chemiepark 30 selbständige Unternehmen der Petrochemie und ihrer Dienstleister mit rund 4000 Arbeitsplätzen ein. Die Jahresproduktion erreicht 1,6 Millionen Tonnen verschiedener Chemieprodukte.
1997 wurde der Sportverein Gendorf für die „vorbildliche Integration von Aussiedlern“ mit einer Goldplakette der Präsidentin des Deutschen Bundestages, Rita Süssmuth, ausgezeichnet, nachdem sich in dem Ortsteil in den 1980er und 1990er Jahren zahlreiche russlanddeutsche Spätaussiedler angesiedelt hatten. Seit 2015 werden in Gendorf auch Flüchtlinge aus Kriegsgebieten untergebracht und betreut, was die langjährige Migrationsgeschichte der Ortschaft fortsetzt.
Am Rand des Chemieparks Gendorf liegt ein Haltepunkt an der Bahnstrecke Tüßling–Burghausen.

## Umweltbelastung
Wie fast alle Standorte der chemischen Industrie hat auch Gendorf seit vielen Jahrzehnten erhebliche Umweltprobleme. Nach dem Zweiten Weltkrieg waren im Grundwasser Produktions-Rückstände aus der NS-Zeit zu finden, da eigentlich geplante Abwasserleitungen zum Inn und Kläranlagen bis 1945 nie gebaut und die Abwässer somit in die wenig Wasser führende Alz geleitet wurden. Für überregionales Aufsehen sorgte im März 2012 ein massives Fischsterben in der Alz. Wie sich herausstellte, war ein Waschmittelrohstoff, das Fettamin Genamin LA 302 D, irrtümlich in eine Abluftreinigungsanlage gepumpt worden. Von dort soll es auf das Dach eines Produktionsbetriebes gelangt sein und sich entzündet haben. Das Löschwasser gelangte in den Fluss. Heftige Diskussionen löste die großflächige und langfristige Verseuchung des Grundwassers mit Perfluoroctansäure aus. Der Grundstoff wurde von 1968 bis 2003 in Gendorf hergestellt und gilt als krebserregend. Nach Angaben des Chemiepark-Betreibers werden vermutlich erst 2030 die Höchstkonzentrationen im Grundwasser erreicht. Spezielle Filter sollen seit 2009 verhindern, dass PFOA ins Trinkwasser gelangt. Dennoch wurden im Blut von Anwohnern PFOA-Konzentrationen festgestellt, die 20-fach über dem „unbedenklichen Wert“ liegen. Einen offiziellen Grenzwert gibt es nicht. Ab 2020 soll PFOA in der Europäischen Union verboten sein.